# Гранд пром
Гранд пром а. д. је компанија за производњу, промет и услуге. Седиште компаније је у Београду (Нови Београд). Директор компаније је Слободан Вучићевић.
Најпознатији производ ове компаније је Гранд кафа.